# Norman Birkett, 1. Baron Birkett

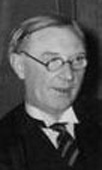
Norman Birkett, 1. Baron Birkett

William Norman Birkett, 1. Baron Birkett, PC (* 6. September 1883 in Ulverston, Lancashire; † 10. Februar 1962 in London) war ein britischer Jurist, Politiker und stellvertretender britischer Richter am Internationalen Militärgerichtshof beim Nürnberger Prozess gegen die Hauptkriegsverbrecher.

## Leben
Birkett war das vierte der fünf Kinder von Thomas Birkett († 1913) und dessen Frau Agnes (geborene Tyson, † 1886). Seine Mutter starb, als er drei Jahre alt war. Sein Vater war ein Tuchhändler in Ulverston. Birkett besuchte dort bis zu seinem elften Lebensjahr an der Wesleyanischen Tagesschule und wurde danach an der höheren Schule in Barrow-in-Furness unterrichtet. Mit fünfzehn Jahren verließ er die Schule und begann als Lehrling in einem Geschäft seines Vaters zu arbeiten. Kurz darauf begann er im örtlichen methodistischen Kreis zu predigen. Da er damit großen Erfolg hatte dachte sein Vater, dass sein Sohn niemals ein guter Tuchmacher werden würde. Er erlaubte ihm die Lehre abzubrechen und zu Hause für das Wesleyanische Ministerium zu studieren. Nach ungefähr einem Jahr schlug der methodistische Minister, der ihn unterrichtete, vor, nach Cambridge zu gehen und dort einen Abschluss in Geschichte und Theologie zu machen. So begann er 1907, im Alter von 24 Jahren, sein Jurastudium am Emmanuel College in Cambridge. Er erlangte dort zunächst den Bachelor of Laws (LL.B.), kam zu dem Schluss, dass er nicht für das Ministerium geeignet war und setzte sein Studium fort, um seinen Master of Arts (MA) zu erlangen. 1913 wurde er in  den Inner Temple aufgenommen, erhielt eine Zulassung als Rechtsanwalt und arbeitete für einige Zeit als Barrister in Birmingham, wobei er sich auf Strafverteidigungen spezialisierte. Er wurde Mitarbeiter des Strafverteidigers Sir Edward Marshall Hall und erlangte durch seinen Erfolg als Anwalt schnell einen guten Ruf in der Öffentlichkeit. Er war von Dezember 1923 bis Oktober 1924 Parlamentsmitglied (MP) der Liberalen für Nottingham East. Im Jahr 1924 erhielt er den Titel eines King’s Counsels (KC). Von 1929 bis 1931 war er erneut Mitglied des House of Commons.
Er wurde als Master in die Currier’s Company aufgenommen. 1939 wurde Birkett Vorsitzender eines Komitees, das die Internierung verdächtiger britischer Staatsangehöriger überwachte. In dieser Funktion eignete er sich Erfahrungen in Verfahren wegen kriegsbedingter Delikte wie Spionage an. 1941 hatte er das Amt des Obersten Richters der King’s Bench inne. Nach dem Zweiten Weltkrieg war er einer der britischen Vertreter im Internationalen Tribunal in Nürnberg, das die nationalsozialistischen Kriegsführer vor Gericht stellte. Von den ursprünglichen Überlegungen, ihn bei diesen Verfahren zum britischen Senior-Richter zu machen, nahm die Regierung wegen seiner verhältnismäßig geringen Berufserfahrung als Richter wieder Abstand. Er wurde Stellvertreter von Geoffrey Lawrence und hatte bei den Beratungen – trotz fehlendem Stimmrecht – großen Einfluss. Als Lawrence am Ende des Verfahrens als Lord Oaksey zum Baron ernannt wurde und Birketts Arbeit nicht anerkannt wurde, war er sehr verärgert.
1947 wurde er zum Privy Counselor (PC) ernannt und hatte von 1950 bis 1957 das Amt des Lord Justice of Appeal inne. Im Jahr 1956 war er zudem Schatzmeister und wurde anschließend zum Bencher des Inner Tempels ernannt. Birkett starb am 10. Februar 1962.

## Ehrungen
Birkett wurden mehreren Titel als Ehrendoktor der Rechtswissenschaften (LL.D.) verliehen
- Am 31. Januar 1958 wurde ihm der Titel „1st Baron Birkett, of Ulverston, in the County Palatine of Lancaster“ verliehen und er wurde zum Peer erhoben.
- 1946: Ehrenmitglied des Emmanuel Collages der University of Cambridge[2]
- University College in Hull
- Birmingham University
- London University
- Der Ullswater Yacht Club veranstaltet ihm zu Ehren seit 1963 jährlich das „Lord Birkett Memorial Trophy race“[3]

## Familie
Am 25. August 1920 heiratete Birkett Ruth Nielsen († 1969), eine Tochter von Emil Nilsson, mit der er zwei Kinder hatte.
- Linnea Nilsson Birkett, geboren am 27. Juni 1923 ⚭ 25. Juni 1949 mit Gavin Cliff Hodges.
- Michael Birkett (22. Oktober 1929 bis 3. April 2015), der den Titel als 2. Baron Birkett fortführte.